# Robert Murphy
Robert Murphy   (Mallow, 1806 - Londres, 12 de març de 1843) fou un matemàtic, d'origen irlandès.

## Vida i Obra
El seu pare, un sabater del poble, morí quan ell tenia set anys i la família va patir estretors econòmiques a temporades. El 1817, amb onze anys, va ser atropellat per un carro que li va trencar l'os de la cama. L'accident el va obligar a estar quiet durant més d'un any que va aprofitar per respondre els problemes matemàtics que es posaven en una publicació local. L'editor, intrigat per l'autoria de les respostes, es va sorprendre quan va veure que era un nen de dotze anys.
Això li va permetre, amb cert suport econòmic, d'entrar al Caius College de la universitat de Cambridge com a becari, graduant-se el 1829. L'any següent va ser nomenat fellow del Caius College, del que el 1831 en va ser degà. El 1832 va rebre el seu doctorat, i dos anys després ja era fellow de la Royal Society. El seu estil de vida, però, donat a la beguda i al joc, va fer que fos expulsat de la universitat i els seus bens confiscats per atendre els seus innombrables deutes. Va retornar a Irlanda durant uns anys, però el 1836 se'n va anar a Londres on el 1838 va obtenir el càrrec d'examinador de matemàtiques a la universitat de Londres.
El 1843 va contraure una tuberculosi de la que va morir al cap de pocs mesos.
La obra matemàtica de Murphy s'estén en el camp de les equacions algebraiques, les equacions diferencials i el càlcul d'operadors. També son notables dues publicacions seva de 1833 sobre teoria de l'electricitat i el magnetisme, seguint les teories de George Green.